# Потосі (Міссурі)
Потосі (англ. Potosi) — місто (англ. city) в США, в окрузі Вашингтон штату Міссурі. Населення — 2538 осіб (2020).

## Географія
Потосі розташоване за координатами 37°56′1″ пн. ш. 90°46′30″ зх. д. / 37.93361° пн. ш. 90.77500° зх. д. (37.933742, -90.775033).  За даними Бюро перепису населення США в 2010 році місто мало площу 6,03 км², уся площа — суходіл.

## Демографія
Згідно з переписом 2010 року, у місті мешкало 2660 осіб у 1114 домогосподарствах у складі 657 родин. Густота населення становила 441 особа/км².  Було 1230 помешкань (204/км²).
Расовий склад населення:
| - 95,2 % — білих - 2,2 % — чорних або афроамериканців - 0,4 % — корінних американців - 0,4 % — азіатів |

До двох чи більше рас належало 1,6 %. Частка іспаномовних становила 1,6 % від усіх жителів.
За віковим діапазоном населення розподілялося таким чином: 24,2 % — особи молодші 18 років, 57,1 % — особи у віці 18—64 років, 18,7 % — особи у віці 65 років та старші. Медіана віку мешканця становила 39,1 року. На 100 осіб жіночої статі у місті припадало 78,9 чоловіків;  на 100 жінок у віці від 18 років та старших — 76,6 чоловіків також старших 18 років.
Середній дохід на одне домашнє господарство  становив 36 161 долар США (медіана — 27 026), а середній дохід на одну сім'ю — 46 168 доларів (медіана — 39 524). Медіана доходів становила 31 652 долари для чоловіків та 26 205 доларів для жінок. За межею бідності перебувало 30,5 % осіб, у тому числі 45,4 % дітей у віці до 18 років та 23,6 % осіб у віці 65 років та старших.
Цивільне працевлаштоване населення становило 914 особи. Основні галузі зайнятості: освіта, охорона здоров'я та соціальна допомога — 33,4 %, роздрібна торгівля — 20,1 %, виробництво — 10,8 %, мистецтво, розваги та відпочинок — 8,0 %.